# Dong Mei
Xiao Dong Mei, meglio conosciuta come Dong Mei (小冬梅S, Xiǎodōng méiP; 1969), è una modella, personaggio televisivo e attrice cinese.

## Carriera
Ha lavorato già in giovane età come modella in Cina, venendo poi notata dalla stilista italiana Laura Biagiotti, che l'ha fatta sfilare prima in Russia e poi sulle passerelle italiane.
Nel 1993 ha iniziato a lavorare in televisione, a fianco di Giancarlo Magalli nella trasmissione Mariti in città su Telemontecarlo, dove ha cantato in cinese le più famose canzoni italiane. 
Nell'estate 1996 è stata al fianco di Carlo Conti alla conduzione della trasmissione Su le mani, il giovedì in prima serata su Raiuno.
Come attrice ha preso parte a diversi film fra i quali Abbronzatissimi, Palla di neve, Il regno proibito e Little Big Soldier. Ha fatto un'apparizione anche nell'episodio L'oriente bussa alle porte della sit-com Norma e Felice.

## Vita privata
Sposata con il commercialista italiano Federico Di Lauro, da cui ha avuto un figlio, nell'agosto 2011 è stata arrestata assieme al marito per riciclaggio di 403.000 euro; nel gennaio 2013 per questo stesso reato è stata condannata a 4 anni e 3 mesi di reclusione.

## Filmografia
- Abbronzatissimi, regia di Bruno Gaburro (1991)
- Caino e Caino, regia di Alessandro Benvenuti (1993)
- Palla di neve, regia di Maurizio Nichetti (1995)
- Distretto di Polizia – serie TV, episodi 2x13-2x14 (2001)
- Il regno proibito, regia di Rob Minkoff (2008)
- Little Big Soldier, regia di Sheng Ding (2010)

## Programmi
- E compagnia bella (1991)
- Mariti in città (1993)
- Su le mani ([1996)